# Abborrasjön (Fagereds socken, Halland, 635217-131542)
Abborrasjön är en sjö i Falkenbergs kommun i Halland och ingår i Ätrans huvudavrinningsområde.